# Шіпстер Лагуна
Шіпстер Лагуна (англ. Shipstern Lagoon) — природне, тропічне та стічне озеро в окрузі Коросаль, що в Белізі. Найбільший в країні (за площею) каскад озер, довжиною до 10 км, а ширина до 12 км, що розкинув свої плеса на висоті до 1-2 метрів на самому узбережжі півночі країни. Знаходячись на узбережжі Карибського моря, зокрема його затоки-бухти Четумаль воно несе ще й рекреаційно-охоронну мету.
Довкола озера тропічні мангрові зарослі, а від моря відділяє невеличка піщана смужка (до 20 метрів, від чого озеро зчаста заливає морськими водами під час тайфунів). Найближче поселення Сартенея (Sarteneja) — в 3 кілометрах на північ.